# Tak smakuje życie
Tak smakuje życie – drugi singel zespołu Enej, wydany 10 października 2012, promujący trzecią płytę grupy – "Folkhorod". Utrzymany jest w stylistyce piosenek Radio Hello czy Skrzydlate ręce, które podbiły szczyty list przebojów największych rozgłośni radiowych w Polsce. Tak smakuje życie to utwór oparty na żywiołowym rytmie, został w nim wykorzystany fragment ukraińskiej ludowej pieśni.

## Notowania
| Lista                                | Pozycja |
| ------------------------------------ | ------- |
| RMF FM – Poplista                    | 1       |
| Lista Przebojów Radia Zet            | 1       |
| Wietrzne Radio – Top 15              | 1       |
| RMF Maxxx – Hop Bęc                  | 1       |
| Lista przebojów Radia RDN            | 1       |
| Lista przebojów Radia Złote Przeboje | 4       |
| Lista przebojów Radia Olsztyn        | 2       |
| Eska – Gorąca 20                     | 1       |
| Viva Polska – PL Top 10              | 1       |

## Nagrody i wyróżnienia
| Rok  | Nagroda                | Kategoria                     | Rezultat  |        |
| ---- | ---------------------- | ----------------------------- | --------- | ------ |
| 2012 | Plebiscyt RMF FM       | Przebój Roku 2012             | V miejsce | [ 9 ]  |
| 2012 | Plebiscyt Radia Zet    | Przebój Roku 2012             | X miejsce | [ 10 ] |
| 2013 | TOPtrendy 2013         | Największe Przeboje Roku 2012 | Wygrana   | [ 11 ] |
| 2013 | Eska Music Awards 2013 | Najlepszy Hit                 | Nominacja | [ 12 ] |